# Hibana talmina
Hibana talmina là một loài nhện trong họ Anyphaenidae.
Loài này thuộc chi Hibana. Hibana talmina được Antonio D. Brescovit miêu tả năm 1993.